# Kirche Waltersdorf (Lindenkreuz)

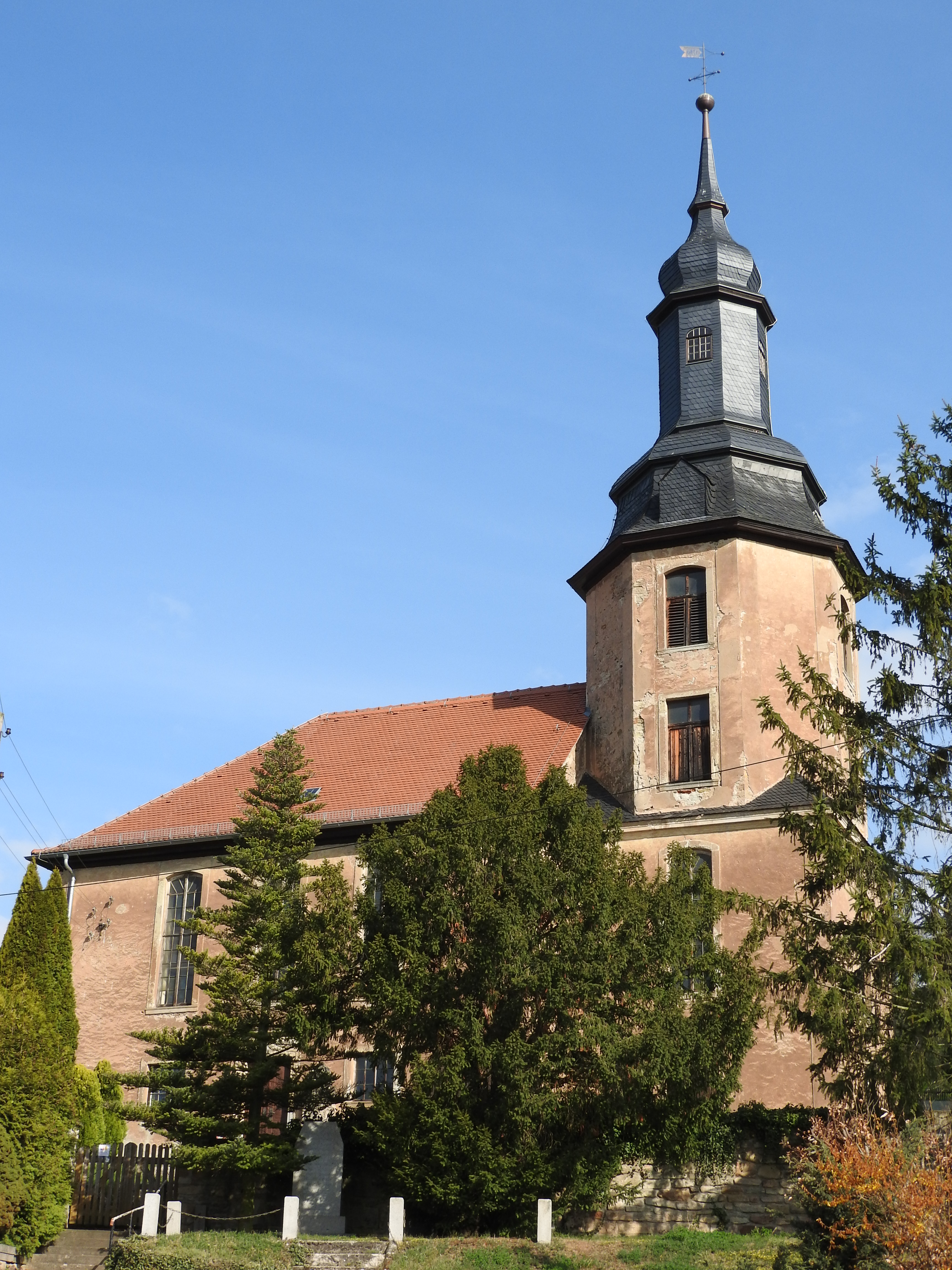
Kirche Waltersdorf

Die denkmalgeschützte evangelisch-lutherische Kirche Waltersdorf steht in Waltersdorf, einem Ortsteil von Lindenkreuz im Landkreis Greiz in Thüringen. Die Kirchengemeinde Waltersdorf gehört zum Pfarrbereich St. Gangloff im Kirchenkreis Gera der Evangelischen Kirche in Mitteldeutschland.

## Beschreibung
Die Kirche in Waltersdorf, die dem Kloster Cronschwitz unterstand, stammte aus dem 13. Jahrhundert und brannte 1750 nieder. 1751–1756 wurde sie in veränderter Form neu erbaut. Dabei wurde das Kirchenschiff der Saalkirche beträchtlich erhöht und mit einem abgewalmten Satteldach bedeckt. Der eingezogene, annähernd quadratische Chorturm erhielt zwei zusätzliche achteckige Geschosse, auf denen eine geschweifte, schiefergedeckte Haube sitzt, die sich in einer Laterne fortsetzt, die mit einer Turmkugel bekrönt ist. 
Im Mauerwerk an den Westecken des Kirchenschiffes wurden Treppen zu den dreiseitigen, an den Langseiten zweigeschossigen Emporen eingefügt. Im Chor steht der Kanzelaltar. Die Brüstungen der Emporen und der Kanzelaltar wurden im späten 19. Jahrhundert abgelaugt und dunkel gebeizt. Die Orgel mit 9 Registern, auf einem Manual und Pedal, wurde 1767 von Johann Christian Poppe gebaut.